# Paolo Agostini (atleta)
Paolo Agostini (Breno, 1º agosto 1965) è un ex mezzofondista e fondista di corsa in montagna italiano.

## Biografia
Ha inoltre partecipato ai Mondiali di corsa in montagna del 1991, piazzandosi in ottava posizione nella distanza corta e vincendo la medaglia d'argento a squadre.
I suoi fratelli Andrea e Marco e sua cognata Cristina Scolari (moglie di Marco) hanno tutti a loro volta partecipato a delle edizioni dei Mondiali e degli Europei di corsa in montagna; suo nipote Francesco (figlio di Marco e Cristina Scolari) è a sua volta un mezzofondista e fondista di livello nazionale, con anche diverse convocazioni nelle nazionali giovanili italiane.
L'Atletica Valle Camonica, società camuna in cui sia lui che i fratelli che il nipote hanno iniziato a praticare atletica, è stata fondata da Innocente Agostini, padre di Marco, Paolo ed Andrea.

## Palmarès
| Anno | Manifestazione                | Sede    | Evento         | Risultato | Prestazione | Note |
| ---- | ----------------------------- | ------- | -------------- | --------- | ----------- | ---- |
| 1991 | Mondiali di corsa in montagna | Zermatt | Distanza corta | 8º        | 55'39"      |      |
| 1991 | Mondiali di corsa in montagna | Zermatt | A squadre      | Argento   | 21 p.       |      |